# Berghypothekenkommission
Die Berghypothekenkommission war eine Verwaltungsbehörde im Königreich Preußen.

## Geschichte
Gleichzeitig mit der Auflösung der alten Bergämter im Königreich Preußen wurden aufgrund des Gesetzes über die Kompetenz der Oberbergämter vom 10. Juni 1861 und des Ausführungserlasses vom 29. Juni 1861 etwa im September 1861 bei allen preußischen Oberbergämtern Berghypothekenkommissionen gebildet. Ihre Aufgaben bestanden in der Führung der sogenannten Berggegenbücher und der den Eintragungen in diese zugrundeliegenden Grubengrundakten sowie in der Aufnahme von Handlungen der freiwilligen Gerichtsbarkeit, die bisher zu den Befugnissen der Bergämter gehört hatten. 
Die Berghypothekenkommissionen bestanden nur wenige Jahre. In Ausführung des § 246 des Allgemeinen Berggesetzes für die Preußischen Staaten vom 24. Juni 1865 verfügten die Durchführungsverordnungen vom 9. August 1867, 22. Juli 1868, 24. März 1869 und 14. Dezember 1874 ihre Auflösung. Nachdem mit der Berghypothekenkommission Breslau am 1. September 1868 begonnen worden war, folgte am 1. Januar (24. März) 1869 die Auflösung der Kommission in Halle (Saale). Ihre Befugnisse, vor allem die Führung der Berghypotheken- oder Berggegenbücher, gingen an die jeweils örtlich zuständigen Kreisgerichte bzw. ab 1877/79 an die Amtsgerichte über. Nach dem Ausführungsgesetz zur Grundbuchordnung vom 26. September 1899 oblag die Führung der Grundbücher für Bergwerke schließlich den Grundbuchämtern.